# Our Story
Our Story är en låt skriven och framförd av Yohio. Låten släpptes som debutsingel i Sverige den 19 oktober 2012, och är hans första som framförs på engelska. . Singeln är ämnad för den svenska och europeiska marknaden och kommer därför inte bli utgiven i Japan.
En musikvideo till låten släpptes på YouTube den 29 oktober 2012 och är regisserad av Yousef Bilal. I musikvideon medverkar Yohio tillsammans med sin sminkör Nicole Lin Grosse.
Låten kommer att vara med exklusivt på den engelskspråkiga versionen av hans debutalbum "Break the Border".